# キライじゃないぜ
『キライじゃないぜ』は、1992年7月2日 - 9月24日までTBS系列で放送されたテレビドラマ。

## 概要
問題児を収容し、刑務所を髣髴とさせるスパルタ教育を行う全寮制の学校に赴任した元不動産社員の新任教師の奮闘ぶりを描いた独特のハードな展開を持った学園バイオレンスドラマ。

## 登場人物

### メインキャラクター
松本啓吾
演：野村宏伸
主人公。前職の不動産会社が倒産したため、一時の腰掛で一峰（真人）と同日に学園に来る。園長のやり方に驚愕し、一日でも早く学園を辞めると誓い様々な問題に対して消極的な状況に甘んじていたが、その様々な出来事によって学園から懲罰をなくしたいと思い生徒の気持ちを一番よく考えるようになり、最後は生徒から一番慕われる教師へと変貌していく。
最終回の脚本段階では、園長を庇って真人に刺されて死亡する案も考えられていた。
朝倉桃枝
演：財前直見
松本が赴任してきてから、松本と意見の食い違いが多々あるも、そのうち松本に好意を抱き、松本を支持していくようになる。
小栗友和
演：神田利則
朝倉に好意を持っている。松本と朝倉の良きパイプ役。

### 生徒
一峰真人
演：原田龍二
一匹狼を貫く硬派。ケンカは一番強い。頭も一番良い。
大沢礼子
演：相田翔子
女子のリーダー格だが美紀の存在が気に食わない。7話で実姉（福家美峰）夫婦の養女となった隠し子・瑠意の渡米を、鬼教師田中を刺して学園を脱走してまで阻止するも失敗に終わる。
物語終盤。自分と娘を引き裂いた、園長を殺害しようと対峙した。
逢河美紀
演：中野みゆき
園長・逢河不二雄の娘。3年前、当時通っていた高校で、生徒指導の谷村から指導にかこつけた陵辱をされ、それを知った当時の彼氏・榎本譲二が谷村をボコボコにした。真相を知らぬままそれに激怒した校長であった父の不二雄は、榎本を徹底的な懲罰の末責め殺した。その日から園長を目の敵に。礼子のライバル。一峰真人に好意を抱いていく。最終回では不二雄に自分の命と引き換えに懲罰をとめるよう懇願し、自殺を図ろうとするが松本に止められる。　
武内伸男
演：山本太郎　
男子のリーダー格だったが転入してきた真人にだけは勝てず。礼子に対しては好意を抱いている。
最終回で脱走し、仲間と落ち合った場所で「礼子と結婚する」と宣言した。
大貫菜摘
演：濱田万葉
礼子の舎弟（子分）。4話で憎き母親がガンだと知り、悩んだ挙句に、松本たちと3人で学園を抜け出し和解する。
海音寺悦子
演：中江有里　
少女宗教シャンバラ教にハマる寡黙な少女。絵の才能はピカイチ。美紀を慕う。11話で豪雨の中の強制労働により肺炎になり、危うく〝3人目の犠牲者〟になりかけた。
角川久志
演：東根作寿英　
通称　便利屋。学園一のお坊ちゃま。母親からの仕送りの額が超多額なので事務長と組んで何でも手に入れる。
園井翔
演：大沢健　
馬場と同性愛に落ちている。眼鏡がトレードマーク。
酒入康男
演：河相我聞　
小学校時代、武内伸男と同級生。伸男より勉強ができたが、伸男がカンニングした罪を被るも、それがきっかけで伸男は康男をイジメるように。リカちゃん人形を抱いたいわゆる「オタク」。
馬場太一
演：加一氷
園井と同性愛に落ちている元トップバンドのリードギター。8話の才野牧場ロックフェスティバルで哲、浩、修、菜摘らと共にステージに立つ。
川島芽具
演：貴島サリオ
礼子の舎弟（子分）。貧乏に育ち、9話で元彼の追悼のストーリーで主役に。喧嘩っ早い。
水森八重
演：高原愛美　
10話で懲罰を恐れ、校舎屋根に上り、転落し〝事故〟により逝去（2人目の犠牲者）。これをきっかけに生徒の中に不安が増大する。
根津実
演：古本新之輔　
通称「ネズミ」。とにかく何でも田中達園長派の教師にチクリを入れる。学園内の出来事は何でも把握しているが、最終回の脚本段階では田中が鈴木を刺した現場を見てしまったために田中に絞殺されてしまう案もあった。
鈴木浩
演：葛山信吾
伸男の舎弟。10話で水森の両親に「お別れの挨拶」をしているが最終回の脚本段階では水森の仇討ちで田中を殺害しようとして逆に腹部を刺されてしまいそれでも田中の殺害に成功するが、その傷が元で死亡する案もあった。
片山修／川上哲
演：西崎博、萩野崇　
伸男の舎弟たち。
※上記の他に脇役の生徒役に石川裕司、花井直孝、そして第6話のゲストには山口祥行、伊東孝太郎、平嶋圭、志村和彦もいた。

### 才野兄妹
才野重盛
演：コロッケ
学園の事務長であり、学園近くにBAR SAINOを経営している。
才野麻梨
演：武田久美子
実習牧場、才野牧場オーナー。

### 園長派の教師
逢河不二雄
演：伊武雅刀　
逢河システムスクール学園長にして逢河美紀の父。全国の札付きの悪を収容し、その名を教育界に残したいと企む。美紀が通っていた学校で校長を勤めていたころ、生徒指導の谷村にリンチを加えた男子生徒の榎本譲二を懲罰の末責め殺しているが、この一件は裁判の結果無罪になっている。生徒を「彼らの正体は獣」と断定し、規則や懲罰で雁字搦めにする（方針に従わなければたとえ教師でも懲罰の対象になる）。実際には教育方針を支持する者は園長派教師達のみで、松本、朝倉、小栗、生徒達は常に園長のやりかたに嫌気を指している。娘の美紀が常に気になって仕方ない。美紀が真人に好意を抱くようになると、真人を目の敵にするようになる。最終回では、園長の心の闇が描かれる。　
田中
演：宇梶剛士
教務主任。園長を慕い生徒から鬼教師として一番恐れられている男。唯一、一峰（真人）にだけは、手を焼く。最終回の脚本段階では、快楽殺人に憧れを持つ残忍な一面を持っていて多数の刃物を所持していたが、水森の仇討ちで鈴木と刺し違いとなって死亡する案もあった。
北岡／鹿島／畠田　
演：島田ひろし、荻原紀、杉崎浩一　
田中と同じ園長派教師たち。

## 逢河システムスクール
このドラマの舞台。　周囲を鬱蒼とした森に囲まれた某山中に存在する、私立の矯正施設。スローガンは「友愛と協調の心」。奨学金制度あり。
- 第2話で、「東大プロジェクト」が発足する。学力的に見込みがあると判断した生徒を強制参加させ、食事の内容などをはじめ一般の生徒とは違うVIP的な扱いをする。ただし、テストの出来が悪いと懲罰にかけられ、東大に合格できなければ卒園できない。
- 第10話で、「3段階評価」を導入。学力や生活態度を基に、生徒を「A（このままいけば卒園）・B（この先次第）・C（留年確定）」の3つのグループに分け、懲罰において差をつける。ランクが下になるほどより重い処分。
- 第11話では、多発する反抗をひねりつぶすべく警備隊を駐屯させている。

## 教師覚書六ヶ条
逢河園長が考案した、当スクールに勤務する教師としての心構え。
- 服装は常に正し、隙のない格好をする事。
- 生徒たちに対しあらゆる情報網を張り巡らし、万事掌握する事。
- 規則の絶対を徹底し、破られたる場合は厳罰で臨む事。
- 生殺与奪の権利が常にこちら側にある事を誇示し、油断せざる事。
- 教師同士であれど、心を許しあわざる事。
- 学園内のことは秘密裏とし、親兄弟であれ口出しを許さぬ事。

ノベライズ版（ワニブックス刊）ではさらに、「教師は生徒と人間的に接触してはならない」というのもあり、七ヶ条となっていた。

## 主題歌
- オープニングテーマ - 「サヨナラ」
  - 作詞・作曲・編曲：碇矢ジンタ
  - 歌：JITTERIN'JINN（東芝EMI[2]）
- エンディングテーマ - 「真夏の出来事」
  - 作詞：橋本淳・作曲：筒美京平・編曲：鶴由雄
  - 歌：シュガー・ビート（ソニーレコード）

## スタッフ
- 脚本：橋本以蔵（第9話は除く）、杉屋薫（第9話のみ）
- 演出：斉藤郁宏、唐木昭浩、中島悟
- 企画：阿部祐三（AVEC）
- プロデューサー：柴崎正（AVEC）、田代秀樹（TBS）
- 技術協力：東通、緑山スタジオ・シティ
- 車両：麻生リース（最終話は除く）、高橋保夫（麻生リース、最終話のみ）
- ロケーション協力：ペンション アルブ、東村山市白州の家、株式会社泉郷（第2話のみ）、昭和大学藤ヶ丘病院（第4話のみ）、リムジンバス（第7話のみ）
- 製作：AVEC、TBS[1]
- カーアクション：スーパードライバーズ

## サブタイトル
1話～4話までは、サブタイトルは不詳。
| 各回   | 放送日        | サブタイトル         | 演出             |
| ------ | ------------- | -------------------- | ---------------- |
| 第1話  | 1992年 7月2日 | （サブタイトル不詳） | 斉藤郁宏、中島悟 |
| 第2話  | 7月9日        | （サブタイトル不詳） | 斉藤郁宏         |
| 第3話  | 7月16日       | （サブタイトル不詳） | 斉藤郁宏         |
| 第4話  | 7月23日       | （サブタイトル不詳） | 唐木昭浩         |
| 第5話  | 7月30日       | イ・ジ・メ           | 中島悟           |
| 第6話  | 8月13日       | レイプ               | 斉藤郁宏         |
| 第7話  | 8月20日       | 先生を刺した         | 斉藤郁宏         |
| 第8話  | 8月27日       | 登校拒否             | 唐木昭浩         |
| 第9話  | 9月3日        | リンチ               | 中島悟           |
| 第10話 | 9月10日       | 死のシゴキ           | 中島悟           |
| 第11話 | 9月17日       | 生徒全員、脱走！     | 斉藤郁宏         |
| 最終話 | 9月24日       | 予告殺人             | 斉藤郁宏         |